# Catí (kommun)
Catí är en kommun i Spanien.   Den ligger i provinsen Província de Castelló och regionen Valencia, i den östra delen av landet, 300 km öster om huvudstaden Madrid. Antalet invånare är 841. Arean är 102 kvadratkilometer. Catí gränsar till Albocàsser, Ares del Maestre, Morella, La Salzadella, Sant Mateu, Tirig, Vilar de Canes och Xert. 
Terrängen i Catí är kuperad.